# 新星館 須田剋太・島岡達三美術館
新星館（しんせいかん）は、北海道上川郡美瑛町新星の丘にある美術館である。
2001年（平成13年）に開館された。創設者・初代館長は大島墉（よう）。
新星館須田剋太・島岡達三美術館（しんせいかん　すだこくた・しまおかたつぞうびじゅつかん）とも表記される。
建物3階からは美瑛の丘や大雪十勝岳連峰を一望できる。
敷地内の庭は「高山植物岩庭園」となっており、十勝岳の高山植物が花を咲かせている。
2024年から初代館長の長男・丁章（ちょんぢゃん）が2代目館長に就任。

## 展示内容
新潟県から移築された築200年3階建ての古民家に須田剋太、司馬遼太郎の絵画や書など100点、人間国宝島岡達三の陶芸作品100点が展示されている。

## 基本情報
- 休館日 - 10月中旬～５月上旬休館
- 入館料 - 大人1000円　中学生以下500円（2025年4月現在）
- 交通 - JR北海道富良野線美馬牛駅から3km